# ポリェラ

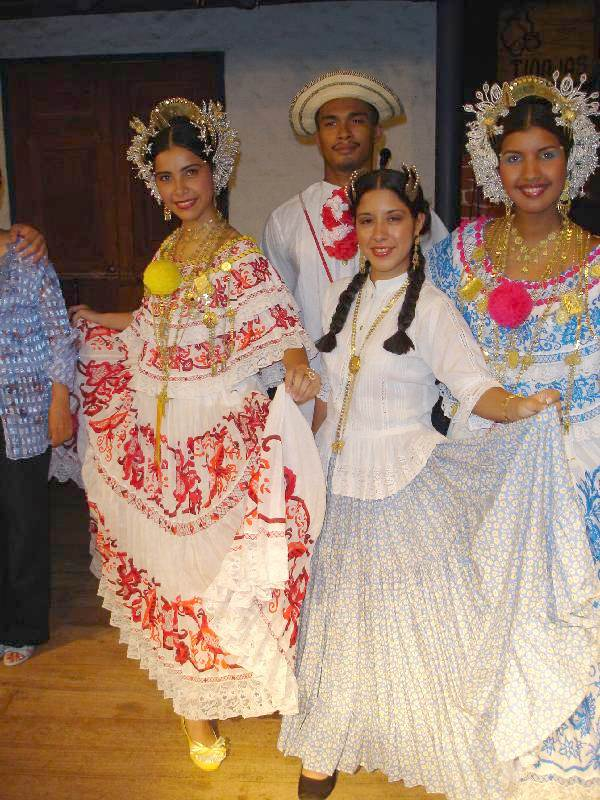
パナマ人のポリェラ

ポリェラ ・ポジェラ (Pollera) とは、中南米の女性が身に着けている民族衣装のスカートのこと。ボリビアやペルーなどの南米アンデス地域のチョリータと呼ばれる女性が着ているものや、パナマの女性が主にパレードの際などに着用するものが有名である。
原色を使用した鮮やかな色彩をもつものが多く、幾重にも重ね着をするものが多い。現在のような華やかな衣装に変化したのは、20世紀に入ってからといわれている。かつては、服装を見れば出身地がわかるというほど、各村々で異なった文様を織り込んでいたが、ここ数十年の近代化によって、徐々に失われつつある。それでも、服装の図柄の違いを、出自のアイデンティティーとしているところもある。その点では、グアテマラにおける織物の現代的利用に似る。